# Arthur Goldberg
Arthur Joseph Goldberg (Chicago, 8 augustus 1908 - Washington, 19 januari 1990) was een Amerikaans jurist en politicus van de Democratische Partij.

## Biografie
Goldberg groeide in zijn geboortestad op als jongste van acht kinderen uit een Joods gezin, waarvan de ouders afkomstig waren uit Polen en Oekraïne. Zijn vader overleed in 1916 waardoor de kinderen hun opleiding moesten afbreken en gaan werken om het gezin te onderhouden, behalve Arthur die als jongste zijn schoolopleiding mocht afmaken en op zijn zestiende het diploma van de highschool behaalde.
In de rechtswetenschap geïnteresseerd geraakt door de moordzaak uit 1923 van Leopold en Loeb (zijn afkeer van de doodstraf vond hier zijn wortels), studeerde hij rechten aan de DePaul University en de Northwestern University School of Law. Aan laatstgenoemde haalde hij in 1930 magna cum laude zijn bul.
Na zijn studie maakte Goldberg in eerste instantie naam als vakbondsadvocaat; in die hoedanigheid verdedigde hij in 1938 namens de Congress of Industrial Organizations (CIO) stakende werknemers die in dienst waren van kranten uit Chicago. In 1939 werd hij juridisch adviseur bij de vakbonden van de United Steelworkers en de CIO, met een onderbreking tijdens de Tweede Wereldoorlog toen hij bij het Office of Strategic Services was ingedeeld, waar hij leiding gaf aan de Secret Intelligence Branch.
Na in zijn functie van juridisch adviseur al eerder in contact te zijn geweest met het ministerie van Arbeid, werd hij in 1961 minister van Arbeid in het kabinet-Kennedy. In 1962 nam Goldberg ontslag om, voorgedragen door president Kennedy, Felix Frankfurter als rechter in het Hooggerechtshof op te volgen.
In 1965 verving Goldberg Adlai E. Stevenson II na diens overlijden als ambassadeur voor de Verenigde Staten bij de Verenigde Naties. In deze functie was hij een van de hoofdrolspelers bij de totstandkoming van resolutie 242 van de Veiligheidsraad van de Verenigde Naties, die na en in verband met de Zesdaagse Oorlog van 1967 tussen Israël en omliggende landen werd aangenomen. Goldberg was van mening dat deze resolutie Israël niet verplichtte zich uit alle veroverde gebieden terug te trekken. Ook had hij te maken met zaken die speelden rondom de Vietnamoorlog. Uit teleurstelling over het verloop van deze oorlog stapte hij in 1968 op als ambassadeur en werd weer advocaat. Goldberg stelde zich vervolgens in 1970 kandidaat voor het gouverneurschap van de staat New York. De verkiezingsrace tegen Nelson Rockefeller verloor hij met 700.000 stemmen verschil.
Na deze verloren strijd hervatte hij zijn advocatenpraktijk weer op en werd ook voorzitter van het American Jewish Committee (Amerikaans Joods Comité). In 1972 kreeg hij opnieuw te maken met het Hooggerechtshof, ditmaal als advocaat van Curt Flood in de rechtszaak Flood versus Kuhn. In 1977 ging hij tijdens het presidentschap van Jimmy Carter als ambassadeur van de Verenigde Staten naar de conferentie voor de rechten van de mens in Belgrado.
Arthur Goldberg overleed in 1990 op 81-jarige leeftijd in Washington. Omdat hij gediend had in het Amerikaanse leger, werd hij begraven op het nabijgelegen Arlington National Cemetery.

## Onderscheiding
In 1978 is Arthur Goldberg door president Carter onderscheiden met de Presidential Medal of Freedom, de hoogste onderscheiding die aan burgers wordt gegeven door de regering van de Verenigde Staten.

## New Deal liberal
Arthur Goldberg schreef zelf geen memoires, maar had tussen 1981 en 1990 een serie gesprekken met schrijver en historicus David Stebenne. Ook kreeg Stebenne toegang tot de persoonlijke documenten, wat in 1996 leidde tot een biografie met als ondertitel New Deal liberal.
- David Stebenne - Arthur J. Goldberg: New Deal liberal, Oxford University Press (1996)